# Mont Tanzawa
Le mont Tanzawa (丹沢山, Tanzawa-san, -yama) est une des 100 montagnes célèbres du Japon située dans les monts Tanzawa. Culminant à 1 567 m d'altitude, son sommet marque la limite entre Sagamihara, Kiyokawa dans le district d'Aikō et Yamakita dans le district d'Ashigarakami, tous deux dans la préfecture de Kanagawa.